# 9.º Exército (União Soviética)
O 9º Exército do Exército Vermelho da União Soviética foi um exército de campanha soviético, ativo de 1939 a 1943.

## História

### Primeira formação
Esteve ativo durante a Guerra de Inverno contra a Finlândia como parte do Distrito Militar de Leningrado, iniciando operações no final de novembro de 1939 sob o comando do Komkor M.P. Duhanov com o 49º Corpo e o Corpo de Fuzileiros Especial, bem como unidades de aviação designadas. O 9º Exército foi inicialmente encarregado da captura de Kajaani e Oulu. Duas divisões ligadas ao exército, a 44.ª e a 163.ª Divisões de Fuzileiros, foram derrotadas pelos finlandeses durante a Batalha de Suomussalmi. Parece ter sido dissolvido após o fim da guerra.

### Segunda formação
Em 1940, o Exército foi criado para participar na ocupação soviética da Bessarábia e do Norte da Bucovina. Foi dissolvido em 10 de julho de 1940.

### Terceira formação
Em 1941, o Exército foi designado o 9º Exército Separado (brevemente) e incluía o 14º, 35º e 48º Corpos de Fuzileiros (o último sob o então Major-General Rodion Malinovsky), 2º Corpo de Cavalaria, 2º e 18º Corpos Mecanizados, 80º, 81º, 82º, 84ª, 86ª Regiões Fortificadas e uma série de outras unidades – o maior exército na fronteira soviética antes do início da Operação Barbarossa alemã. No entanto, era mais uma formação administrativa do que operacional em 22 de junho de 1941. Com o Major-General MV Zakharov como chefe do Estado-Maior, foi encarregado de cobrir as abordagens de Bălți, Chisinau e Odessa como parte da Frente Sul do General Ivan Tyulenev.
O primeiro combate ocorreu quando o Décimo Primeiro Exército de von Schobert colidiu com a junção do 9º e 18º Exércitos. Ao norte de Jassy, o ataque alemão caiu sobre o 48º Corpo de Fuzileiros que cobria Bălți. Tyulenev ordenou um contra-ataque, e logo o 48º Corpo de Fuzileiros e o 2º Corpo de Cavalaria, além do 2º Corpo Mecanizado da reserva da Frente Sul, foram atacados em Bălți e Stefanesti. Tyulenev então retirou a 25ª, 51ª e 150ª Divisões de Fuzileiros de dois corpos de fuzileiros de Zakharov para formar um novo "Grupo Costeiro" para cobrir a margem oriental do rio Prut, a margem norte do Danúbio e a costa do Mar Negro. (Este grupo mais tarde tornou-se o Exército Costeiro Separado).
No início de agosto, o 9º Exército estava recuando para Mykolaiv sob repetidos golpes alemães, e em 17 de agosto, através do rio Ingulets e para a margem oriental do Dnieper. O "Grupo Costeiro" entretanto recorreu a Odesa. No início de 9 de outubro, o Exército estava recuando sobre Taganrog, depois que uma tentativa fracassada dos três exércitos da Frente Sul de manter uma linha entre Pavlogrado e o Mar de Azov foi destruída por uma manobra de flanqueamento do recém-renomeado Primeiro Exército Panzer de von Kleist. A resultante Batalha do Mar de Azov estilhaçou o 9º Exército, virtualmente destruindo-o.
O próximo passo dos soviéticos foi uma ofensiva planejada orquestrada por Timoshenko, GlavKom Sudoeste. Depois de ainda mais retiradas e da perda de Rostov, o 9º Exército partiu em 17 de novembro como parte de um ataque das Frentes Sul e Sudoeste, e em 29 de novembro, o 9º Exército em conjunto com o 56º Exército e outras unidades limparam Rostov e a cidade estava de volta às mãos soviéticas. O 9º Exército juntou-se então à reserva estratégica de Timoshenko, para se juntar à batalha novamente quando a operação da Ofensiva Barvenkovo-Lozovaya começou. O 9º Exército juntou-se a este ataque em janeiro de 1942, quando invadiu a frente alemã no norte de Donets junto com o 6º e o 57º Exércitos, alcançando a linha Balakleya-Lozovaia-Slavyansk antes de ser detido por repetidos contra-ataques alemães.
Ainda com a Frente Sul, o 9º Exército recebeu então uma parte subsidiária na ofensiva de Kharkov – a Segunda Batalha de Kharkiv – que começou em maio de 1942. Junto com o 57º Exército, o 9º Exército foi encarregado de proteger a parte sul da protuberância de Izyum na frente. Enquanto estava no setor secundário, o 9º Exército recebeu grande parte da força da resposta alemã, a Operação Fridericus. Oito horas após o início do contra-ataque alemão, ao meio-dia de 17 de maio, elementos do Primeiro Exército Panzer e do Décimo Sétimo Exército estavam a dezesseis quilômetros das posições do 9º Exército e ameaçavam a retaguarda do vizinho 57º Exército. O Comandante da Frente Sul, o Tenente-General R. Ya. Malinovsky retirou imediatamente o 5º Corpo de Cavalaria, uma divisão de fuzileiros e uma brigada de tanques da reserva na tentativa de deter von Kleist. No entanto, as discussões e decisões no Stavka sobre interromper a ofensiva de Kharkov em resposta não vieram com rapidez suficiente, e o 6º e o 57º Exércitos foram cercados no bolsão de Izyum, com a perda de mais de 200.000 homens apenas em baixas.
Mais tarde, como parte das Frentes do Norte do Cáucaso e da Transcaucásia, o 9º Exército lutou na grande curva do rio Don (no verão de 1942), e participou na Batalha do Cáucaso.
Em novembro de 1943, o quartel-general do exército foi dissolvido e suas formações e unidades transferidas para outros exércitos.

## Comandantes
- Komkor Mikhail Dukhanov (21 de novembro - 22 de dezembro de 1939)
- Komkor Vasily Chuikov (22 de dezembro de 1939 - 5 de abril de 1940)
- Tenente-General Ivan Boldin (20 de junho - 10 de julho de 1940)
- Coronel-General Yakov Cherevichenko (22 de junho - 9 de setembro de 1941)
- Major-General Fyodor Kharitonov (9 de setembro de 1941 - 20 de maio de 1942)
- Major-General Pyotr Kozlov (20 de maio - 18 de junho de 1942)
- Major-General Dmitry Nikishov (18-24 de junho de 1942)
- Tenente-General Anton Lopatin (24 de junho - 17 de julho de 1942)
- Major-General Feofan Parkhomenko (14 de julho - 7 de agosto de 1942)
- Major-General Vladimir Marcinkiewicz (8–28 de agosto de 1942)
- Major-General (Tenente-General abril de 1943) Konstantin Koroteev (setembro de 1942 - fevereiro de 1943)
- Major-General Vasily Glagolev (11 de fevereiro - 22 de março de 1943)
- Tenente-General Konstantin Koroteev (março a maio de 1943)
- Major-General (Tenente-General outubro de 1943) Aleksei Grechkin (junho a novembro de 1943)

## Ordem de Batalha, 22 de junho de 1941
Nota: Esta ordem de batalha discorda na questão da 150ª Divisão de Fuzileiros com material de David Glantz, Stumbling Colossus
- 14º Corpo de Fuzileiros (Major-General D.G. Jegerov)
  - 25ª Divisão de Fuzileiros
  - 51ª Divisão de Fuzileiros
- 35º Corpo de Fuzileiros (Brigadeiro I.F. Daschitschew)
  - 95ª Divisão de Fuzileiros
  - 176ª Divisão de Fuzileiros
- 48º Corpo de Fuzileiros (Major-General Rodion Malinovsky)
  - 30ª Divisão de Fuzileiros de Montanha
  - 74ª Divisão de Fuzileiros
  - 150ª Divisão de Fuzileiros
- 2º Corpo de Cavalaria (Major-General P.A. Belov)
  - 5ª Divisão de Cavalaria
  - 9ª Divisão de Cavalaria
- 2º Corpo Mecanizado (Major-General J.W. Nowosetski)
  - 11ª Divisão de Tanques
  - 16ª Divisão de Tanques
  - 15ª Divisão Motorizada
- 18º Corpo Mecanizado (Major-General P.V. Woloch)
  - 44ª Divisão de Tanques
  - 47ª Divisão de Tanques
  - 218ª Divisão Motorizada

## 1º de julho de 1942 (Frente Sudoeste)
- 51ª, 81ª, 106ª, 140ª, 255ª, 296ª, 318ª, 333ª Divisões de Fuzileiros
- 5º Corpo de Cavalaria (30ª, 34ª, 60ª Divisões de Cavalaria)
- 12ª Brigada de Tanques

## 1º de fevereiro de 1943 (Frente do Norte do Cáucaso)
- 9º Corpo de Fuzileiros (43ª, 157ª, 256ª Brigadas de Fuzileiros)
- 11º Corpo de Fuzileiros de Guardas (7º, 34º, 57º. Brigadas de Fuzileiros, 8º Brigada de Fuzileiros de Guardas)
- 11º Corpo de Fuzileiros (19ª, 84ª, 131ª Brigadas de Fuzileiros)
- 207ª Brigada de Tanques

## 1º de julho de 1943 (Frente do Norte do Cáucaso)
- 9º Corpo de Fuzileiros (34ª, 43ª, 157ª, 256ª Brigadas de Fuzileiros)
- 11º Corpo de Fuzileiros (19ª, 57ª, 84ª, 131ª Brigadas de Fuzileiros)
- 276ª e 351ª Divisões de Fuzileiros